# Décines-Charpieu
Décines-Charpieu è un comune francese di 25 912 abitanti situato nella metropoli di Lione della regione Alvernia-Rodano-Alpi.
I suoi abitanti si chiamano Décinois.

## Storia
Il 1º gennaio 1968, Décines-Charpieu (Isère) fu unito al dipartimento del Rodano.

## Società

### Evoluzione demografica
Abitanti censiti

## Amministrazione

### Gemellagg
- Montedoro
- Monsummano Terme
- Stepanavan